# Noega Ucesia
Noega Ucesia (en latín: Noiga Ukesia) es el nombre de una de las ciudades de los cántabros citadas por Ptolomeo. Su situación e incluso su existencia están discutidas. Las fuentes clásicas difieren en cuanto a la situación de una ciudad llamada Noega. Ptolomeo precisa que se halla en tierra de cántabros y le da el nombre de Ucesia, diferenciándola de otras ciudades homónimas descritas por Plinio (IV, 111) y Mela (III, 13) en territorio astur. 

## Hipótesis
Autores como Schulten han señalado que se trata de una ciudad diferente de la Noega situada en tierra de astures, y de la Noega galaica, relacionada con la actual Noya. Tovar (1955: 28-29) escribió que la Noega cántabra puede relacionarse con la evolución toponímica de la localidad de Noja, tomando como referencia las fuentes medievales y modernas. La teoría queda también apoyada en la morfología del litoral, similar a la del mapa de Ptolomeo. Esta diferenciación entre las dos ciudades explica las contradicciones entre las distintas fuentes.
Sin embargo, contrastando los escritos de Plinio y Ptolomeo, se tiende a identificarla con otra Noja, un lugar del valle del Miera. Otra posibilidad toponímica es Ucieda, a partir de Ucesia. Todas las posibilidades descritas están discutidas, si bien son imposibles de rebatir con los datos historiográficos y arqueológicos obtenidos hasta ahora.